# 댈러스 채퍼럴스
댈러스 채퍼럴스/텍사스 채퍼럴스(영어: Dallas Chaparrals/영어: Texas Chaparrals)는 텍사스주 댈러스/텍사스주 포트워스/텍사스주 러벅을 연고지로 하는 1967년부터 1973년까지 ABA 서부 디비전 소속 프로 농구 팀이다. 홈경기장은 스테이트 페어 콜리시엄, 무디 콜리시엄, 댈러스 메모리얼 오디토리움 그리고 타런트 카운티 컨벤션 센터, 러벅 뮤니시플 콜리시엄이다.
1973년 연고지를 텍사스주 샌안토니오 (샌안토니오 스퍼스(영어: San Antonio Spurs))로 이전했다.

## 역대 홈경기장
| 경기장                          | 사용기간                    | 수용인원 | 장소                    | 팀명                            | 비고 |
| ------------------------------- | --------------------------- | -------- | ----------------------- | ------------------------------- | ---- |
| 댈러스 채퍼럴스/텍사스 채퍼럴스 |                             |          |                         |                                 |      |
| 스테이트 페어 콜리시엄          | 1967년~1973년               | 8,513명  | 텍사스주 댈러스         | 댈러스 채퍼럴스 텍사스 채퍼럴스 | 빈칸 |
| 무디 콜리시엄                   | 1967년~1973년               | 8,998명  | 텍사스주 유니버시티파크 | 댈러스 채퍼럴스 텍사스 채퍼럴스 | 빈칸 |
| 댈러스 메모리얼 오디토리움      | 1967년~1968년 1972년~1973년 | 9,815명  | 텍사스주 댈러스         | 댈러스 채퍼럴스 텍사스 채퍼럴스 | 빈칸 |
| 텍사스 채퍼럴스                 |                             |          |                         |                                 |      |
| 타런트 카운티 컨벤션 센터       | 1970년~1971년               | 16,057명 | 텍사스주 포트워스       | 텍사스 채퍼럴스                 | 빈칸 |
| 러벅 뮤니시플 콜리시엄          | 1970년~1971년               | 11,200명 | 텍사스주 러벅           | 텍사스 채퍼럴스                 | 빈칸 |

## 역대 감독
| 댈러스 채퍼럴스/텍사스 채퍼럴스 |               |
| 클리프 헤이건                   | 1967년~1970년 |
| 맥스 월리엄스                   | 1970년        |
| 빌 브레이클리                   | 1970년~1971년 |
| 톰 니살크                       | 1971년~1972년 |
| 베이브 매카시                   | 1972년~1973년 |
| 데이브 브라운                   | 1973년        |

## 같이 보기
- 댈러스 매버릭스